# Maciej Odoliński
Maciej Odoliński (ur. 28 sierpnia 1965 w Poznaniu) – polski reżyser i scenarzysta. Autor filmów dokumentalnych i fabularnych. Absolwent Liceum Plastycznego im. Piotra Potworowskiego w Poznaniu i Państwowej Wyższej Szkoły Filmowej, Telewizyjnej i Teatralnej im. Leona Schillera w Łodzi. Członek Stowarzyszenia Filmowców Polskich. Członek Gildii Reżyserów Polskich. Syn Jana Odolińskiego (1929–2006) i Lidii Odolińskiej z Milskich (1932–2009).

## Filmografia
- 1997 – Ciężar nieważkości (film o Mirosławie Hermaszewskim)
- 1998 – Szapołowska. Nowe spojrzenie
- 1999 – 24 dni
- 2003 – Xero
- 2004 – City
- 2008 – Naznaczony
- 2010 – 7 minut
- 2012 – Ostra randka 3D

## Programy TV
- 1993–1994 – Kant-Gigant – scenariusz i reżyseria, TVP 2
- 1995–1996 – Zwyczajni-Niezwyczajni – scenariusz i reżyseria, TVP 1
- 1999–2000 – W sieci – scenariusz i reżyseria, TVP 2

## Książki
- 2022 – 24 Dni Po Drugiej Stronie - Tajemnica Sztolni 'Studenckiej' – Digital Quest Books Wydanie I ISBN-978-83-964937-1-2[3]

## Nagrody
- 2001 – VIII Przegląd Filmów Górskich – II Nagroda film 24 DNI
- 2003 – Slamdance Poland – Nagroda za walory wizualne film Xero
- 2003 – Off Cinema – Nagroda za reżyserię i prowadzenie aktorów film Xero
- 2017 – Netia Off Camera – scenariusz finałowy Script Pro 2017 pt. Niezgoda
- 2019 – Pitching Forum NNW Gdynia – Nagroda TVP S.A. dla najlepszego projektu 'Iluzjon 1907'[4].

## Oskarżenia o naruszenie praw autorskich
Maciej Odoliński składał w przeszłości zawiadomienia o przestępstwie naruszenia praw autorskich wobec twórców wykorzystujących fragmenty jego filmów w recenzji. 
Odoliński oskarżał także o naruszenie praw autorskich dziennikarza Kamila Śmiałkowskiego, gdy ten przedstawił fragmenty Ostrej randki podczas gali wręczania antynagród filmowych Węże 2014.